# 사분음
사분음(四分音, 영어: Quarter tone)이란 미분음 중 하나로 반음(이분음)의 절반을 나타내는 음정이다.
피에르 불레즈, 이반 비슈네그라드스키, 이안니스 크세나키스, 카를하인츠 슈톡하우젠, 지아친토 셀시, 알베르토 히나스테라, 크시슈토프 펜데레츠키, 트리스탄 뮈라이, 찰스 아이브스등 많은 작곡가들이 사용했다.

## 같이 보기
- 음률
- 평균율
- 미분음
- 반음
- 온음